# Richard Moll
Charles Richard Moll (Pasadena (Californië), 13 januari 1943 – Big Bear Lake (Californië), 26 oktober 2023) was een Amerikaans acteur. Hij werd in 1987 genomineerd voor een Saturn Award voor zijn bijrol in de horrorfilm House. De 2.03 meter lange acteur maakte in 1977 zijn filmdebuut als Joseph Smith in Brigham. Hij was te zien in meer dan zestig films en meer dan tachtig televisiefilms.
Behalve in films speelde Moll wederkerende personages in meer dan tien televisieseries. De meest aandelen daarin had hij als Nostradamus 'Bull' Shannon in Night Court (185 afleveringen) en als Norman in Mighty Max (veertig afleveringen). Hij had eenmalige gastrollen in onder meer Buck Rogers in the 25th Century, Remington Steele, Mork & Mindy, Fantasy Island, My Two Dads, Highlander', Babylon 5, Baywatch, 7th Heaven, Sabrina, the Teenage Witch en Smallville.
Moll was twee keer getrouwd, vanaf 1988 tot 1992. In 1993 trad hij voor de tweede keer in het huwelijk, met zijn tweede vrouw kreeg hij twee kinderen. Hij overleed op 80-jarige leeftijd.

## Filmografie
*Exclusief 15+ televisiefilms
| - Love at First Hiccup (2009) - Thomas Kinkade's Home for Christmas (2008) - The Kitty Landers Show (2008) - A Four Cent Carol (2008) - Headless Horseman (2007) - Nightmare Man (2006) - Angels with Angles (2005) - Diamond Zero (2005) - Boy-Next-Door (2004) - The Work and the Story (2003) - Uh Oh! (2003) - Cats and Mice (2003) - QIK2JDG (2002) - Angel Blade (2002) - The Biggest Fan (2002) - Scary Movie 2 (2001) - Evolution (2001) - Spiders II: Breeding Ground (2001) - No Place Like Home (2001) - Dumb Luck (2001) - Dish Dogs (2000) - Big Monster on Campus (2000) - Shadow Hours (2000) - That Summer in LA (2000) - Flamingo Dreams (2000) - But I'm a Cheerleader (1999) - Foreign Correspondents (1999) - The Survivor (1998) - Route 66 (1998) - Monkey Business (1998) - Living in Peril (1997) - Snide and Prejudice (1997) - Little Cobras: Operation Dalmatian (1997) | - Me and the Gods (1997) - Jingle All the Way (1996) - The Glass Cage (1996) - The Secret Agent Club (1996) - The Lawyer (1996) - The Elevator (1996) - Galaxis (1995) - Storybook (1995) - Beanstalk (1994) - The Flintstones (1994) - No Dessert, Dad, Till You Mow the Lawn (1994) - Loaded Weapon 1 (1993) - Sidekicks (1992) - Marilyn Alive and Behind Bars (1992) - Let's Kill All the Lawyers (1992) - Driving Me Crazy (1991) - Think Big (1989) - Wicked Stepmother (1989) - Murphy's Laws of Golf (1989) - Survivor (1987) - House (1986) - Night Train to Terror (1985) - Ragewar (1984) - Metalstorm: The Destruction of Jared-Syn (1983) - Under Arrest (1983) - Liar's Moon (1982) - The Sword and the Sorcerer (1982) - Evilspeak (1981) - Hard Country (1981) - Caveman (1981) - American Pop (1981, stem) - Cataclysm (1980) - Brigham (1977) |

## Televisieseries
*Exclusief eenmalige gastrollen
- Justice League - Java (2002, twee afleveringen - stem)
- 100 Deeds for Eddie McDowd - Drifter (2000-2002, zestien afleveringen)
- The New Batman Adventures - Harvey Dent (1997-1998, twee afleveringen - stem)
- Spider-Man - Mac Gargan (1997, zes afleveringen - stem)
- The Incredible Hulk - Abomination (1996-1997, twee afleveringen - stem)
- Married... with Children - Gino (1996, twee afleveringen)
- Dr. Quinn, Medicine Woman - John (1994-1995, drie afleveringen)
- Mighty Max - Norman (1993-1994, veertig afleveringen)
- Batman - Harvey Dent (1992-1994, dertien afleveringen - stem)
- Getting By - Boo (1993-1994, vier afleveringen)
- Night Court - Nostradamus 'Bull' Shannon (1984-1992, 185 afleveringen)
- The A-Team - Churlisco (1984, twee afleveringen)
- The Dukes of Hazzard - Milo Beaudry (1983, twee afleveringen)
- Bret Maverick - Sloate (1981, twee afleveringen)
- Happy Days - Eugene (1979, twee afleveringen)

- Bibsys: 90231601
- Biblioteca Nacional de España: XX1297511
- Bibliothèque nationale de France: cb13897607k (data)
- CiNii: DA05836056
- International Standard Name Identifier: 0000 0001 0281 8824
- Library of Congress Control Number: no98086586
- Nationale Bibliotheek van Tsjechië: xx0102495
- Réseau des bibliothèques de Suisse occidentale: 02-A003602457
- Virtual International Authority File: 42026116
- WorldCat: E39PBJyGVR6t6MbkcbHV7KBVmd